# Robert Hertz

Robert Hertz (1900).

Robert Hertz (* 1881 in Saint-Cloud, Département Hauts-de-Seine; † 13. April 1915 in Marchéville-en-Woëvre, Département Meuse) war ein französischer Anthropologe und Schüler der französischen Soziologen Émile Durkheim und Marcel Mauss. Er war Mitarbeiter der von Durkheim gegründeten Zeitschrift L’Année Sociologique und spezialisiert auf Soziologie der Religionen und Folklore.
Bekannt wurde Hertz durch seine Studien über die kollektive Repräsentation des Todes, die Vorherrschaft der rechten Hand und seine unvollendete Doktorarbeit zu Sünde und Sühne. Sein letztes Werk ist eine Studie zum alpinen Kult des San Besso.
Manche Forscher, wie der Ideengeschichtler François Dosse, betrachten Hertz als wahren Vater des Strukturalismus von Claude Lévi-Strauss. Sein Denken beeinflusste die Mitglieder des Collège de Sociologie, namentlich Georges Bataille, Michel Leiris und Roger Caillois, insbesondere deren Annahme eines bipolaren, rechten und linken Sakralen.

## Schriften (Auswahl)
- Stephan Moebius, Christian Papilloud (Hrsg.), Robert Parkin (Vorwort): Das Sakrale, die Sünde und der Tod. Religions-, kultur- und wissenssoziologische Untersuchungen. UVK-Verlag, Konstanz 2007. ISBN 978-3-89669-531-4
  - Darin: Beitrag zur Untersuchung der kollektiven Repräsentation des Todes, S. 65–180.[1]
  - Darin: Die Vorherrschaft der rechten Hand, S. 181–218.[2]
  - Darin: Die Sünde und die Sühne in primitiven Gesellschaften, S. 219–287.[3]